# Коссаковські
Коссаковські, також Косаковські — шляхетський рід. Чимало представників — урядники та державні діячі Королівства Польського.

## Представники
- Францішек Нікодем — староста ломжинський, дружина — з Воловичів
  - Ян Евстахій — каштелян мстиславльський

- Єнджей — хорунжий чернігівський
- Миколай — староста віський, може, чернігівський каштелян
  - Александер — підсудок брацлавський, дружина — Софія Чурило, вдова князя Четвертинського
    - Миколай Станіслав — київський каштелян, хорунжий житомирський, дружина — Александра Потоцька, коронна підскарб'янка
      - Розалія та її сестра — монахині (кл. Св. Катерини)
      - Анна Елеонора — монахиня-бенедиктинка у Львові
      - Констанція — дружина коронного чесника Яна Собеського (пом. 1713, був похований у крипті костелу в Рудках, перша дружина Цецилія з Ваповських[1])
      - Домінік Пйотр (пом. 1730)— каштелян підляський, дружина — Зофія Потоцька, донька Юзефа Потоцького (її другий шлюб)
        - Миколай — хорунжий любельський
        - Станіслав — останній представник роду в Руському воєводстві, дружина і кузина — Катажина Коссаковська з Потоцьких.

- Микола — литвин, брацлавський підсудок, учасник переговорів з Богданом Хмельницьким та старшиною у Білій Церкві у вересні 1651 року.[2]

- Марія з Коссаковських — мати художника Евгеніуша Марціна Казіміровського (1873—1939), автора Образу Ісуса Милосердного[3].